# Hlavostojka labyrintová
Hlavostojka labyrintová (Caenotropus labyrinthicus) je paprskoploutvá ryba z čeledi hlavostojkovití (Chilodontidae).
Druh byl popsán roku 1858 ichtyologem Rudolfem Knerem.

## Popis a výskyt
Maximální délka ryby je 25,3 cm.
Tělo i hlava jasně stříbrné barvy. Tělo robustní. Nevýrazný hnědý pruh přes boční stranu po ocasní ploutev. Několik tmavých skvrn na hřbetní části těla. Paprsky řitní ploutve variabilně ohraničené chromatofory.
Byla nalezena ve vodách Jižní Ameriky: Amazonka, Orinoko, Rupununi, Surinam, Saramacca a Parnaíba.